# Demetrio el Cínico
Demetrio el Cínico (ca. 7/10 -ca. 90) fue un filósofo que vivió en el siglo I. Nació en Corinto (Grecia) y profesó la doctrina de los cínicos, aunque también estuvo en contacto con los estoicos. 

## Vida
Viajó a Roma en tiempos del emperador Calígula, que intentó sobornarle, pero él lo rechazó. Fue desterrado, por vez primera, por Tigelino, prefecto pretoriano de Nerón, en el año 62, a causa de sus discursos contra el emperador, al igual que otro cínico, Isidoro. Fue amigo de Séneca, en cuyo pensamiento influyó, y de Trásea Preto. Según noticias de Tácito, estuvo reconfortando a Trásea en los momentos previos a cuando este se suicidó tras haber sido condenado a muerte por el Senado romano, en el año 66, en cuyo caso su destierro habría finalizado para entonces. Tras esa muerte, abandonó Roma y estuvo en Atenas y Corinto. Otras noticias, sin embargo, sitúan a Demetrio desterrado en una de las islas Cícladas. 
Regresó a Roma. Se dispone del dato de que, en el año 70, participó en una causa judicial, importante en su tiempo. En tal litis asumió la defensa del filósofo Publio Egnacio Céler, acusado por el estoico Musonio Rufo, que gozaba del favor de la opinión pública.
En el año 75 fue nuevamente desterrado por Vespasiano, junto a otros filósofos, aunque algunos autores lo sitúan ya desterrado en el año 71.
Filóstrato de Lemnos dice que era amigo de Apolonio de Tiana, aunque este testimonio no se considera muy fiable. El año de su fallecimiento es impreciso, pero se supone que pudo ocurrir en torno al año 90.

## Filosofía
No se han conservado obras de Demetrio pero se conocen muchas de sus ideas a través de referencias que sobre él se hallan en las obras de Séneca.
Séneca decía que iba semidesnudo y que lo admiraba porque había visto que no necesita nada. Lo definió como hombre de gran sabiduría, aunque él lo negase, así como de gran fortaleza de espíritu. Desdeñaba las riquezas materiales y consideraba la sabiduría como el más preciado tesoro.
También defendía que eran más provechosos pocos preceptos de sabiduría si se poseían bien y estaban prontos para usar de ellos, que el haber aprendido muchos y no disponer de ellos. La plena y necesaria sabiduría la alcanza el alma cuando deja de temer a los dioses y a los hombres, desprecia todo aquello que atormenta y ornamenta la vida, deja de temer a la muerte y vive en virtud y con mayor recelo de sí mismo que de los demás.
También decía que nadie le parecía más infeliz que aquel que nunca soportó ninguna adversidad.